# 莫霍利-纳吉艺术设计大学
莫霍利-纳吉艺术设计大学 (匈牙利語：Moholy-Nagy Művészeti Egyetem, MOME)，原名匈牙利艺术设计大学（Hungarian University of Arts and Design），是一所位于匈牙利布达佩斯的艺术类公立大学。校名为纪念匈牙利艺术家莫霍利-纳吉·拉斯洛。该大学提供艺术、建筑、设计师和视觉传达方面的课程。